# Marsdenia
Marsdenia is een geslacht uit de maagdenpalmfamilie (Apocynaceae). De soorten komen voor in de tropische regio's van oostelijk en zuidelijk tropisch Afrika, op de Comoren en op Madagaskar en in (sub)tropisch Azië.

## Soorten
- Marsdenia brachyloba M.G.Gilbert & P.T.Li
- Marsdenia brunoniana Wight & Arn.
- Marsdenia burmanica Wen B.Xu & J.Y.Shen
- Marsdenia calcicola Kerr
- Marsdenia carnosa Lace
- Marsdenia celebica (Miq.) Boerl.
- Marsdenia chirindensis Goyder
- Marsdenia crocea (Zipp. ex Span.) Hook.f. ex Boerl.
- Marsdenia cryptostemma Choux
- Marsdenia cyanescens Costantin
- Marsdenia cynanchoides Schltr.
- Marsdenia elephantina Schltr.
- Marsdenia epedunculata Rodda
- Marsdenia eriocarpa Hook.f.
- Marsdenia eriocaulis Kerr
- Marsdenia formosana Masam.
- Marsdenia fulva Schltr.
- Marsdenia glabra Costantin
- Marsdenia glomerata Tsiang
- Marsdenia griffithii Hook.f.
- Marsdenia hainanensis Tsiang
- Marsdenia hamiltonii Wight
- Marsdenia iriomotensis Masam.
- Marsdenia jenkinsii Hook.f.
- Marsdenia kaniensis Schltr.
- Marsdenia klossii S.Moore
- Marsdenia koi Tsiang
- Marsdenia lachnostoma Benth.
- Marsdenia laurifolia (Decne.) Kloppenb.
- Marsdenia leiocarpa King & Prain
- Marsdenia lucida Edgew. ex Madden
- Marsdenia mahaweeensis Kloppenb.
- Marsdenia mayottae W.D.Stevens, Labat & F.Barthelat
- Marsdenia medogensis P.T.Li
- Marsdenia minima (P.I.Forst.) Schneidt, Liede & Meve
- Marsdenia mollis Schltr.
- Marsdenia oculata Schltr.
- Marsdenia officinalis Y.Tsiang & P.T.Li
- Marsdenia oreophila W.W.Sm.
- Marsdenia papuana Schltr.
- Marsdenia pergulariiformis Schltr.
- Marsdenia pierrei Costantin
- Marsdenia pseudotinctoria Tsiang
- Marsdenia pulchella Hand.-Mazz.
- Marsdenia purpurella Fernando & Rodda
- Marsdenia quadrialata Choux
- Marsdenia raziana Yogan. & Subr.
- Marsdenia rotata Schltr.
- Marsdenia roylei Wight
- Marsdenia sarcodantha Schltr.
- Marsdenia schneideri Tsiang
- Marsdenia scortechinii King & Gamble
- Marsdenia sinensis Hemsl.
- Marsdenia stenantha Hand.-Mazz.
- Marsdenia stenocentra Bakh.f.
- Marsdenia sultanis Schltr.
- Marsdenia taylorii Schltr. & Rendle
- Marsdenia tenii M.G.Gilbert & P.T.Li
- Marsdenia thailandica Rodda
- Marsdenia tinctoria R.Br.
- Marsdenia tirunelvelica A.N.Henry & Subr.
- Marsdenia tomentosa C.Morren & Decne.
- Marsdenia tonkinensis Costantin
- Marsdenia vohiborensis Choux
- Marsdenia warburgii Schltr.
- Marsdenia wariana Schltr.
- Marsdenia yarlungzangboensis C.Liu, J.D.Ya & Y.H.Tan
- Marsdenia yuei M.G.Gilbert & P.T.Li
- Marsdenia yunnanensis (H.Lév.) Woodson

Aganonerion · 
Acokanthera · 
Adenium · 
Aganosma · 
Allamanda · 
Alstonia · 
Alyxia · 
Amalocalyx · 
Anodendron · 
Apocynum .
Asclepias · 
Baharuia · 
Baissea · 
Beaumontia ·
Caralluma · 
Carissa · 
Catharanthus · 
Cerbera · 
Ceropegia (lantaarnplanten) · 
Chonemorpha · 
Cleghornia · 
Cynanchum · 
Dewevrella ·
Dischidia ·
Ditassa  ·
Echites · 
Elytropus · 
Epigynum · 
Eucorymbia · 
Forsteronia · 
Hoodia · 
Hoya · 
Hylaea · 
Huernia · 
Ichnocarpus · 
Ixodonerium · 
Kopsia · 
Landolphia · 
Lhotzkyella · 
Macroditassa · 
Mandevilla · 
Manothrix · 
Margaretta · 
Marsdenia · 
Matelea · 
Melinia ·
Melodinus  · 
Merrillanthus · 
Metaplexis · 
Metastelma · 
Microdactylon · 
Microloma · 
Miraglossum · 
Mitostigma · 
Morrenia · 
Motandra · 
Nautonia · 
Neoschumannia · 
Nephradenia · 
Notechidnopsis · 
Odontadenia · 
Odontanthera · 
Oncinema · 
Oncostemma · 
Ophionella · 
Orbea · 
Orbeanthus · 
Orbeopsis · 
Orthanthera · 
Orthosia · 
Oxypetalum · 
Oxystelma · 
Pachycarpus · 
Pachycymbium · 
Pachypodium · 
Papuechites · 
Parameria · 
Parapodium · 
Parepigynum · 
Parsonsia · 
Pectinaria · 
Pentacyphus · 
Pentarrhinum · 
Pentasachme · 
Pentastelma · 
Pentatropis · 
Peplonia · 
Pergularia · 
Periglossum · 
Petopentia · 
Pherotrichis · 
Philibertia · 
Piaranthus · 
Pleurostelma · 
Plumeria · 
Pseudolithos · 
Quaqua · 
Quisumbingia · 
Raphistemma · 
Raphionacme · 
Rauvolfia · 
Rhyncharrhena · 
Rhyssolobium · 
Rhyssostelma · 
Rhytidocaulon · 
Riocreuxia · 
Rojasia · 
Sarcolobus ·
Sarcostemma · 
Schistogyne · 
Schistonema · 
Schubertia · 
Secamone · 
Secamonopsis · 
Seutera · 
Sindechites · 
Sisyranthus · 
Solenostemma · 
Sphaerocodon · 
Stapelia · 
Stapelianthus · 
Stapeliopsis · 
Stathmostelma · 
Stenomeria · 
Stenostelma · 
Stigmatorhynchus · 
Schizozygia · 
Tacazzea · 
Tectiphiala · 
Trachelospermum · 
Urceola · 
Vallariopsis · 
Vinca (maagdenpalm) · 
Vincetoxicum (engbloem)